# Matthaea vidalii
Matthaea vidalii är en tvåhjärtbladig växtart som beskrevs av Janet Russell Perkins. Matthaea vidalii ingår i släktet Matthaea och familjen Monimiaceae. Inga underarter finns listade i Catalogue of Life.